# 牛頭宗
牛頭宗（ごずしゅう）は、中国の唐代に形成された禅宗の宗派である。
本来、牛頭宗は五祖弘忍門下の法持（635年 - 702年）を開祖として、江寧（江蘇省南京）の牛頭山を本拠とし、法持 - 牛頭智威（646年 - 722年） - 牛頭慧忠（683年 - 769年） - 仏窟惟則（751年 - 830年）、牛頭智威 - 鶴林玄素（668年 - 752年） - 径山法欽（714年 - 792年）という法系で、伝承された一派であった。
とりわけ、牛頭慧忠と鶴林玄素の二人の代には、荷沢神会と同時代に活躍し、洛陽で隆盛を極めていた北宗や南宗（荷沢宗）に対抗する勢力を形成せんとした。すると自らの立場を権威づけるために、四祖道信の系譜に、牛頭法融（594年 - 657年） - 智巌（577年 - 654年） - 慧方（629年 - 695年） - 法持という法系を加上し、法融を牛頭宗初祖、以下、智巌を第二祖、慧方を第三祖、法持を第四祖、智威を第五祖、慧忠を第六祖と称するようになった。
この法系は、南北二宗が五祖弘忍門下の六祖を比定する上での対立であったのを見て、自らの祖を四祖道信とすることにより、その優越性を主張しようと図ったものである。また、牛頭慧忠を六祖の位置に置いたのも、南北二宗が六祖を誰とするかを巡って争っていた点を踏まえたものとされている。
その論書として、敦煌写本の『絶観論』や『無心論』がある。

## 関係論文
- CiNii>牛頭宗